# Synagogue de Flatow (1879-1938)

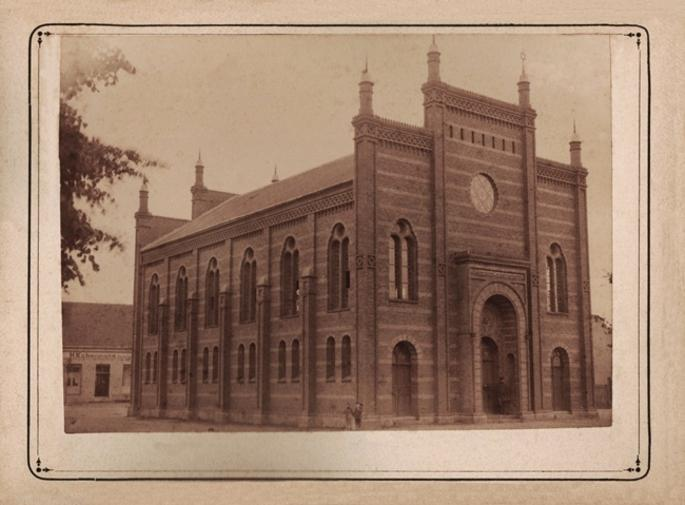
La synagogue: façade principale

La synagogue de Flatow ou synagogue de Złotow, inaugurée en 1879, a été démolie en 1938 juste quelques jours avant la nuit de Cristal, où les nazis saccagèrent et détruisirent la plupart des autres lieux de culte juif en Allemagne.  
Depuis 1772, Flatow est une ville prussienne puis allemande de la province de Prusse-Occidentale, et après la Première Guerre mondiale, de la province de Posnanie-Prusse-Occidentale. À la suite de la Seconde Guerre mondiale, Flatow est rattachée à la Pologne et prend le nom de Złotów. La population allemande est expulsée et remplacée par des Polonais. La ville, compte actuellement environ 18 500 habitants.

## Histoire de la communauté juive
La présence de Juifs à Flatow est mentionnée pour la première fois dans un document de 1564. Cependant, aucune présence permanente n'est attestée jusqu'au XVIIe siècle. Les Juifs font du commerce avec la marche de Brandebourg dont les princes-électeurs délivrent des passeports aux Juifs de Flatow afin de favoriser leur activité. 
Pendant la première guerre du Nord (1655-1660), quelques Juifs sont tués par les troupes polonaises qui les accusent de coopérer avec l'ennemi suédois. En 1674, un grand incendie ravage la ville et de nombreuses maisons juives sont détruites. Lors de sa reconstruction, la communauté juive en profite pour construire une nouvelle synagogue et son propre cimetière. En 1675, on compte environ une centaine de foyers juifs. À la fin du XVIIIe siècle, en 1772, la population juive atteint un maximum de 915 personnes et représente plus de la moitié de la population totale (exactement: 51,8 %).
Dans les premières décennies du siècle suivant, ils forment encore de l'ordre de 25 à 30 % de la population totale de la ville. Ils habitent majoritairement dans un quartier dénommé  Judenplatz, dont les maisons appartiennent au château; les familles juives vivant ici sont soumises au système seigneurial local. La structure professionnelle des Juifs de Flatow à la fin du XVIIIe siècle montre que sur un total de 227 actifs, plus des deux tiers sont des commerçants et environ 20 % des artisans, principalement tailleurs ou fourreurs ; Il y a en plus 23 enseignants dont un rabbin.
Au début du XIXe siècle, de plus en plus de familles juives quittent Flatow. En 1806, on compte environ 220 familles juives vivant dans la petite ville, alors qu'au début des années 1830, il n'y a plus qu'une centaine de familles. Beaucoup fuient les incendies répétitifs de la ville qui font rage au début du XIXe siècle et qui causent de nombreuses destructions. Les familles juives les plus riches déménagent vers les grandes villes allemandes qui leur offrent de meilleures perspectives d'avenir. Plus tard, les familles de commerçants pauvres quittent également la ville et émigrent principalement vers la région de la Ruhr.
Si en 1783, la communauté juive compte 714 membres, ce nombre diminue à 412 membres en 1816, mais remonte à 634 en 1861, représentant 20,2 % de la population de la ville. Dix ans plus tard, les 418 membres de la communauté ne représentent plus que 9 % de la population de Flatow. En 1910, le nombre de Juifs dans la ville est de 335, et en 1930-1933, à l'avènement du nazisme, ils ne sont plus que 190 environ, dont la majorité exerce un commerce de détail,. Dans la ville, le sentiment anti-juif se répand et s'intensifie après la prise de pouvoir par les nazis. Beaucoup de familles juives quittent alors la ville après le boycott antisémite de 1933.
Au cours de la nuit de Cristal, du 9 au 10 novembre 1938, les magasins détenus par des Juifs sont pillés et saccagés et la majorité des hommes juifs adultes sont transférés au camp de concentration de Sachsenhausen. En 1939, on estime le nombre de Juifs dans l'arrondissement de Flatow à 83 personnes. La fin de la communauté juive de Flatow date de février 1940, quand la quarantaine de Juifs qui n'avaient pas quitté la ville, sont arrêtés et internés au camp de Schneidemühl (actuellement Pila). De là, ils sont rapidement déportés vers les ghettos ou les camps d'extermination de l'est. Au moins 550 résidents juifs de tout le district de Flatow ont été victimes de la Shoah. Le sort des autres n'est pas connu.  
Le cimetière juif a été complètement détruit pendant la période nazie et dans les années suivantes, les pierres tombales ont été enlevées et utilisées pour la construction de routes. Depuis 2002, sur le terrain de l'ancien cimetière juif, un mémorial avec des fragments de pierres tombales commémore l'ancien cimetière; une inscription en trois langues est placée sur une dalle devant le mémorial.

## Histoire de la synagogue

### Construction de la synagogue
Bien que depuis les années 1860 le nombre de membres de la communauté juive à Flatow soit en baisse constante, il est décidé de construire à la fin des années 1870 une nouvelle synagogue sur le site même de la vieille synagogue de 1809 fortement délabrée. Le bâtiment construit en 1878-1879, situé dans la Friedrichsplatz (actuellement place Ignacy Jan Paderewski) au Marché aux Herbes (Krautmarkt), est beaucoup trop grand pour la communauté en déclin. La synagogue est consacrée le 11 septembre 1879. Pendant 59 ans, elle est le centre de la vie cultuelle et culturelle de la communauté juive de Flatow. 
En 1937, la synagogue est pillée par les Allemands et certains objets de culte de valeur sont volés dont la grande hanoukkia en bronze. 

### Architecture de la synagogue
La synagogue est construite sur un plan rectangulaire dans le style mauresque. Elle s'inspire de la synagogue de la Tempelgasse de Vienne conçue par Ludwig Förster en 1858, comme l'attestent la façade principale à l'ouest et la façade orientale, toutes les deux en trois parties avec la partie centrale plus large et plus haute. À chaque extrémité, se trouve une fine tourelle couronnée d'un dôme. 
Au-dessus de l'entrée est inscrite la phrase en hébreu : Ma maison sera appelée une maison de prière pour tous les peuples (Livre d'Isaïe 56:7) et la date hébraïque 5639 de la construction de la synagogue (correspondant à l'année 1878). 
Les façades latérales sont divisées en six travées, chacune percée en leur partie inférieure de deux petites fenêtres et au premier étage d'une haute fenêtre séparé en deux par un pilastre. Cela confirme la présence d'une galerie pour les femmes au premier étage qui entoure la salle de prière principale sur trois côtés. Une abside à trois pans, percée d'un oculus, servant de niche à l'Arche Sainte, sort en saillie du mur oriental. 
L'ensemble est recouvert d'un toit à pignon. Les façades sont peintes avec des rayures horizontales, où les plus foncées sont probablement rouges et les plus claires jaunes. À ce jour, une seule photographie montrant la synagogue du côté sud-est a été conservée, avec un fragment visible de la division de la façade. Les plans architecturaux n'ont pas été retrouvés. 
En ce qui concerne l'intérieur de la synagogue, on ne possède aucune information fiable. On sait que parmi l'ameublement, se trouve une hanoukkia   en bronze doré, fondue au XVIIIe siècle sous le règne d'Auguste II, roi de Pologne et grand-duc de Lituanie de 1697 à 1704, puis de 1709 à 1733. Ce chandelier a été pillé par les Allemands en 1937. 

### Destruction de la synagogue
Pendant longtemps les historiens ont cru, faute de preuves et de témoignages fiables, que la synagogue avait été détruite comme la majorité des autres lieux de culte juif en Allemagne pendant la nuit de Cristal, du 9 au 10 novembre 1938. Joachim Zdrenka, historien et professeur à l'université de Zielona Góra et citoyen d'honneur de la ville de Złotów, a mis au jour des documents retraçant l'histoire de la fin de la synagogue et prouvant que celle-ci a été détruite en octobre 1938, donc avant la nuit de Cristal.
En 1938, la communauté juive ne compte plus que 40-50 membres et n'est plus capable de maintenir un bâtiment aussi grand que la synagogue. Dans la situation de pression croissante, de terreur, de boycott de la vie économique juive, qui s'est produite après l'arrivée au pouvoir d'Hitler, la communauté juive de Flatow est contrainte de prendre la décision de se débarrasser du bâtiment de sa synagogue.  Otto Heidemann, bourgmestre de la ville, décide d'acheter le bâtiment de la synagogue ainsi que son terrain pour la somme de 7 500 reichsmarks, afin de transformer l'ensemble pour un usage public. Pour ce fait, il fait appel aux habitants de Flatow afin de récolter la somme nécessaire. L'acte de vente date du 18 aout 1938. La décision de vente est approuvée le 15 et le 22 août 1938 par le conseil de la communauté juive, par 10 voix pour sur 13 membres. Les habitants de Flatow ont réuni la somme de 8 000 marks, mais les autorités municipales soulèvent alors la question, s'il est possible de conclure un contrat avec des Juifs et d'acquérir une synagogue dans le contexte politique de l'époque. Pour cette raison, le transfert de la somme convenue pour l'achat à la communauté juive est bloqué. Dans cette situation, le bourgmestre Otto Heidemann, avec l'appui du gouverneur de Flatow, Friedrich Ackmann, et des dirigeants nazis de Flatow, décident sans attendre une clarification juridique, de démolir la synagogue en octobre 1938, donc avant la nuit de Cristal. Les travaux de démolition sont réalisés par les soldats du 32e bataillon de sapeurs de Stettin-Podejuch (Szczecin-Podjuchy).
Le journal Die Grenzmark du 18 octobre 1938 donne un bref rapport de la réunion du conseil municipal de Flatow : 
« Le maire Heidemann a profité de l'occasion pour adresser ses remerciements particuliers à la population pour sa participation exemplaire en vue de l'achat d'une synagogue, ce qui a permis à la ville de réaliser ce projet. Il n'est pas prévu d'utiliser cet ancien lieu de culte à des fins économiques »
L'histoire ne s'arrête pas là. Le 21 février 1939, le gouverneur Ackmann informe dans une lettre aux autorités de Schneidemühl, que les travaux de démolition de la synagogue et de nivelage du sol ont coûté 5 600 marks. En se référant au décret du 24 novembre 1938, paru après la nuit de Cristal, selon lequel les coûts des travaux de démolition des synagogues détruites devaient être soustraits des prix d'achat des terrains, il demande aux autorités si ce décret s'applique aussi dans le cas de Flatow. Le gouverneur est appuyé dans sa demande par Papenfuß, le responsable local du mouvement nazi : 
« Si la synagogue de Flatow n'avait pas été achetée, elle aurait certainement été brûlée dans la nuit du 10 novembre comme toutes les autres synagogues en Allemagne…Par conséquent, si je devais adhérer au point de vue juridique que vous représentez, on devrait selon les standards actuels être dans la situation irréaliste de donner aux Juifs une somme plus importante, que ce qu'ils auraient dû obtenir en raison du changement de situation. »
Une annotation manuscrite du gouverneur du district de Schneidemühl indique que le contrat est valide et que le prix convenu doit être payé. En juillet 1939 se déroule à Schneidemühl une discussion juridique entre le gouverneur et les autorités de Flatow, concernant  l'accord du 18 août 1938 entre la communauté juive et la ville de Flatow. Le gouverneur ne voit aucune possibilité juridique de déduire le coût des travaux de démolition de la synagogue et du nettoyage de la zone du montant total de l'achat. De plus, le terrain de la synagogue n'est toujours pas inscrit au registre foncier comme propriété de la ville. L'approbation officielle du 12 mars 1940 montre que le gouverneur de district croit encore que l'accord de vente ne peut se réaliser que si la somme totale prévue dans le contrat est payée. 
L'absence de documents d'archive ne permet pas de connaitre le sort final de l'accord de vente de la synagogue. Le chantre de la synagogue, Karl Katz est mort dans le camp de concentration de Sachsenhausen le 19 janvier 1939, et les juifs restants de Flatow ont été forcés de quitter le district le 21 février 1940, avant d'être envoyés pour la plupart d'entre eux vers les camps d'extermination. Pour cette raison, le professeur Joachim Zdrenka soupçonne fortement que l'acte de vente de la synagogue de Flatow n'a jamais été réalisé en raison du non-accomplissement du contrat par la partie allemande et de l'absence de partenaire juif.
De nos jours, l'emplacement de la synagogue détruite est matérialisé par des briques orangées. À l'endroit de l'ancienne abside une plaque commémorative est gravée avec une inscription en polonais, hébreu et allemand :
« À cet endroit s'élevait la synagogue de la communauté juive, détruite en novembre 1938 »